# モントリオール地下鉄
モントリオール地下鉄（仏: métro de Montréal、英: Montreal Metro）とは、カナダのケベック州のモントリオールを走る1966年10月に開業した地下鉄である。2024年現在、4路線、68駅で営業中で、営業路線の総延長は60kmを超えている。パリ地下鉄の方式を導入し、750V直流電化、集電方式は第三軌条方式、車輪はゴムタイヤを採用している。北中米の地下鉄としてはニューヨーク地下鉄、メキシコシティ地下鉄に次ぐ利用客数を誇る。

## 概要

### 設計について
セントローレンス川を越える区間も含めて、全路線の全区間が地下に建設された。駅からスムーズに発車して、駅にスムーズに停車できるように、路線にはわざと勾配が付けられており、駅に向けて登り坂となっていて、ちょうど駅間が低くなっている

。
このことは駅のホームからでも見て取ることができる

。
2024年現在営業している路線は、4路線存在している。この4本の路線は、それぞれに番号とシンボルカラーが与えられている。3号線が欠番となっているのは、当初、3号線は他の路線で使われているゴムタイヤではない既存の鉄道路線を走る路線として計画されていたが、計画中止となったためである。現在では、この3号線の代わりにモントリオール大都市圏交通局の近郊鉄道路線のドゥ・モンターニュ線として整備されていたが、2024年には自動運転のライトメトロのREMとして開業した。

### 駅舎
冬季のモントリオールは最低気温がマイナス30度、最高気温ですらマイナス20度にしかならないこともある寒冷な気候である。この影響で、全駅が地下駅であり、外気が直接駅舎内に入ってこないように設計されている。ただ、このように全駅が地下駅であるという共通点はあるが、どの駅舎もそれぞれ別の建築家によってデザインがなされており、そのためどれも駅舎の様式は異なっている

。
それぞれの駅舎には、ステンドグラスや彫刻や壁画などを取り入れるなど、芸術性を重視して設計されている。また、天井が高い駅が多く、太陽光が間接的に地下空間に入るように地下空間が広く設計されている駅が多い。ちなみに、右の写真のヴィクトリア広場駅（Square Victoria）の入口のデザインはパリ地下鉄を模した駅舎となっているが、これはパリ市より寄贈されたものである。
なお、駅舎内や地下鉄車内での大道芸などは基本的に禁止されている。ただし、乗り換え駅の通路には大道芸人用のスペースが設けられており、そこには目印としてハープの絵が掲げられていて、そこでのパフォーマンスは許されている。

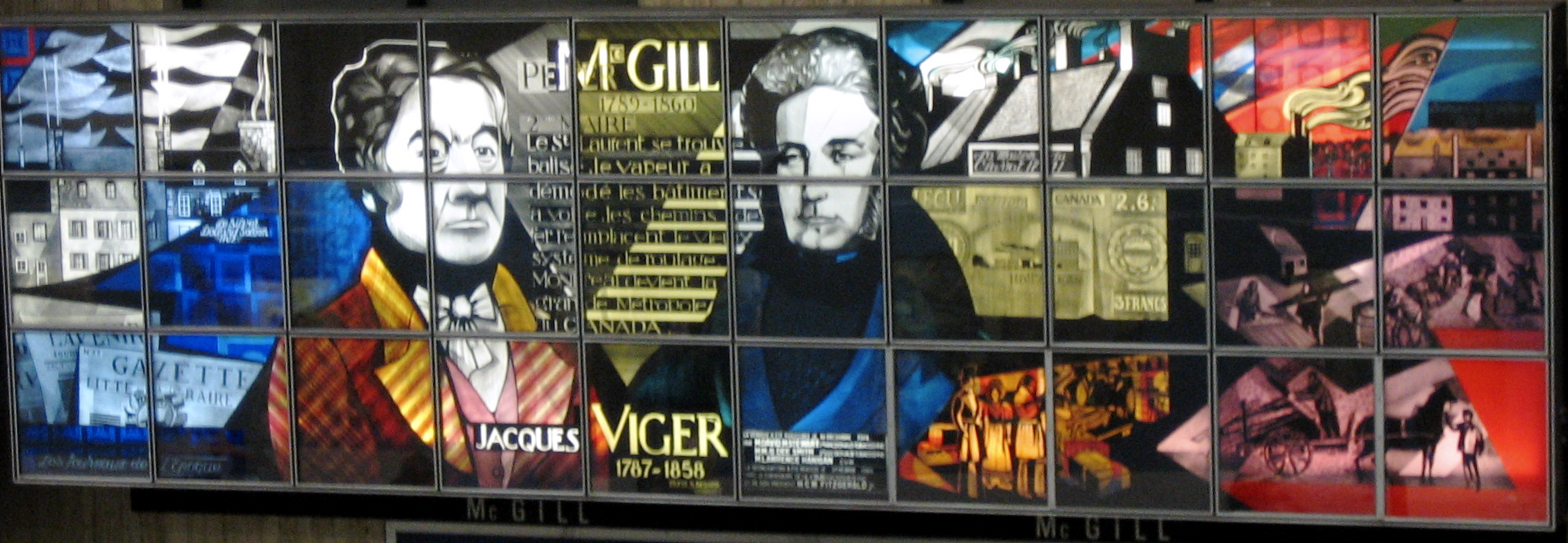
マギル駅のステンドグラス

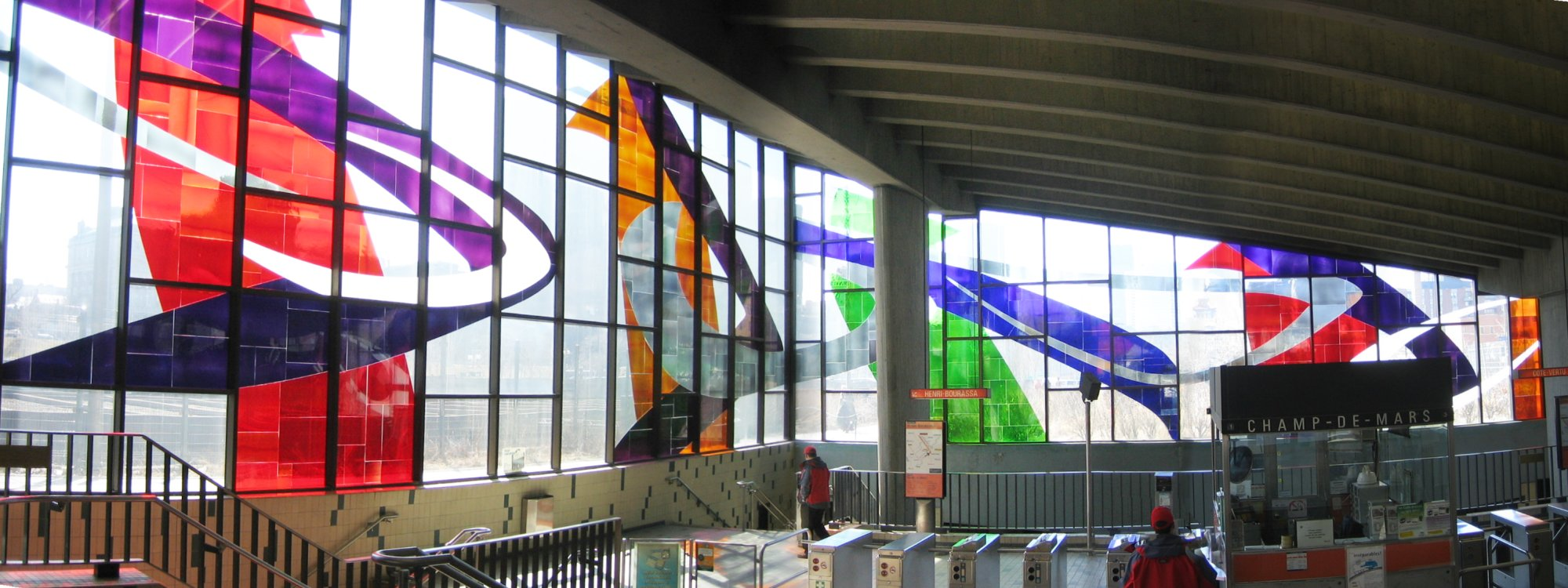
シャン・ド・マルス駅のステンドグラス

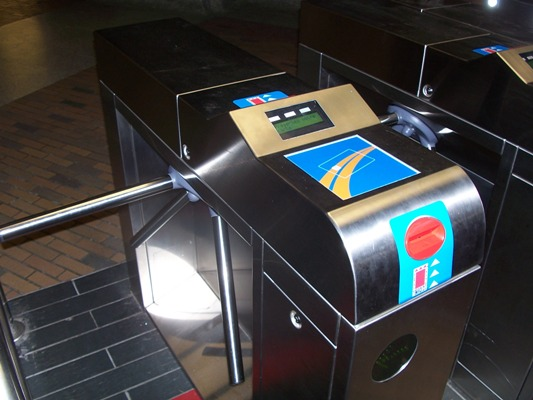
自動改札機

## 歴史
モントリオールでの地下鉄建設の計画は1910年に遡る

。
だが、実際にモントリオール地下鉄の建設が始まったのは、1962年5月と半世紀経ってからのことだった。モントリオール万博の開催が決まり、それに向けて地下鉄の建設をすることになった。この頃にはフランスのパリには地下鉄が走っており、パリ地下鉄の技術を導入し、似たスタイルの地下鉄が建設されていった

。
そして、1966年10月に1号線と2号線でモントリオール地下鉄は開業する。その後、1967年4月には4号線がモントリオール万博に合わせて開通した。また、1986年6月には5号線が開通したことで、先述の4路線が揃った。以降、財政問題の為、路線の新設や延伸は1990年代は行われなかった。しかし、2002年に2号線を3駅の延伸する工事が開始され、2007年4月には新たに3駅が延伸開通した。

## 路線と駅

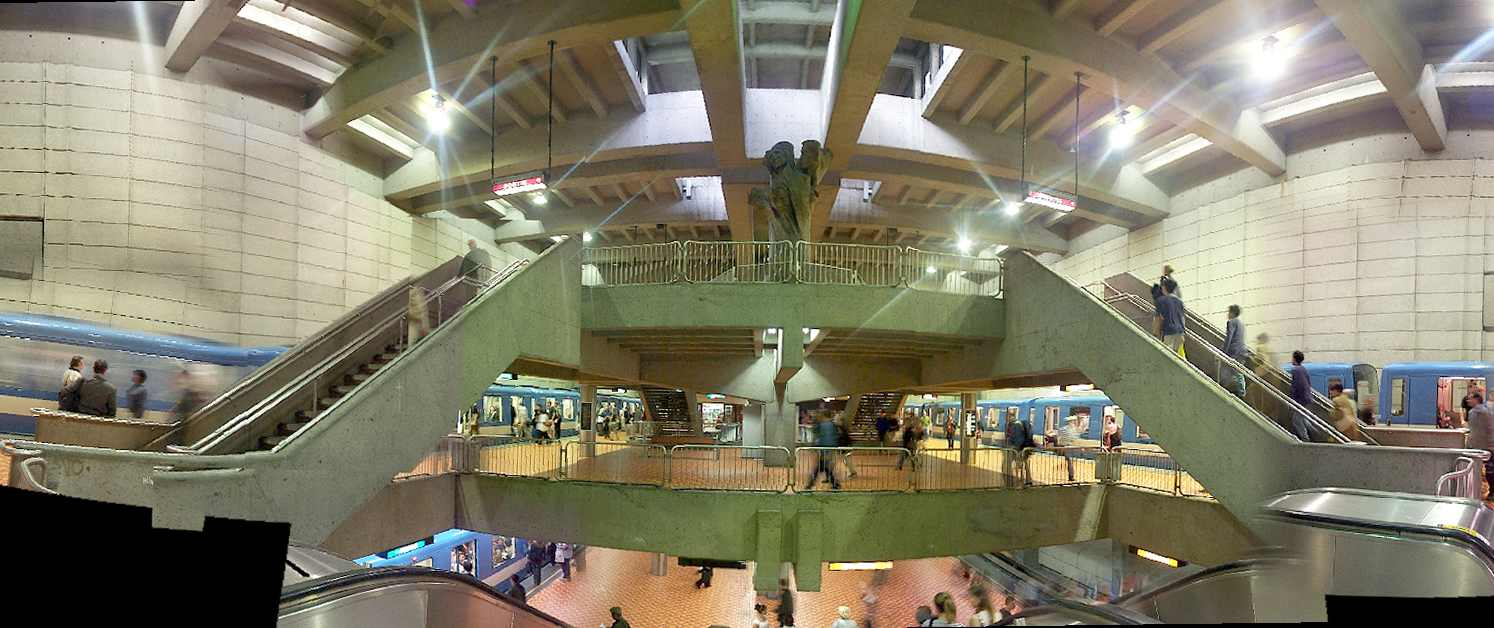
上下式乗換駅のリオネル・グルー駅

| 番号  | 路線名     | 種類   | 開業年 | 距離    | 駅数 | 区間                                            |
| ----- | ---------- | ------ | ------ | ------- | ---- | ----------------------------------------------- |
| 1号線 | ヴェルトゥ | 地下鉄 | 1966年 | 22.1 km | 27   | Angrignon ↔ Honoré-Beaugrand                    |
| 2号線 | オランジュ | 地下鉄 | 1966年 | 30.0 km | 31   | Côte-Vertu ↔ Montmorency                        |
| 4号線 | ジョーヌ   | 地下鉄 | 1967年 | 4.25 km | 3    | Berri-UQAM ↔ Longueuil–Université-de-Sherbrooke |
| 5号線 | ブルー     | 地下鉄 | 1986年 | 9.7 km  | 12   | Snowdon ↔ Saint-Michel                          |

### グリーン・ライン
開業当初から存在する路線。路線番号は1号線。フランス語ではリーニュ・ヴェルトゥ。モントリオール地下鉄で最も混雑する路線としても知られている。

### オレンジ・ライン
開業当初から存在する路線。路線番号は2号線。総延長は約30kmと、モントリオール地下鉄で最も長い路線。フランス語ではリーニュ・オランジュ。

### イエロー・ライン
開業の約6ヶ月後から営業している路線。路線番号は3号線。フランス語ではリーニュ・ジョーヌと呼ぶ。モントリオールの地下鉄路線で最も短い路線。

### ブルー・ライン
モントリオール地下鉄の中で最も新しい路線で、1986年に開通した。路線番号は5号線。フランス語ではリーニュ・ブルーと呼ぶ。なお、営業中の4路線の中では最も乗客が少ないものの、この路線には長年サンミッシェルから先のアンジューまでの延伸計画があり、連邦政府・州政府からの予算が認可されて2023年に建設開始された。完成は2030年となっている。

### 延伸計画
前述のブルーラインのアンジューまでの延伸の他、ピンクラインの計画がある。
1980～1990年代初頭には3号線（レッドライン）、6号線、7号線（ホワイトライン）の計画が持ち上がったが全て頓挫している。

## 車両
モントリオール地下鉄は、ゴムタイヤ式地下鉄（ゴム車輪式）である。なお、集電方式は第三軌条方式である

。

### 現役車両の概要

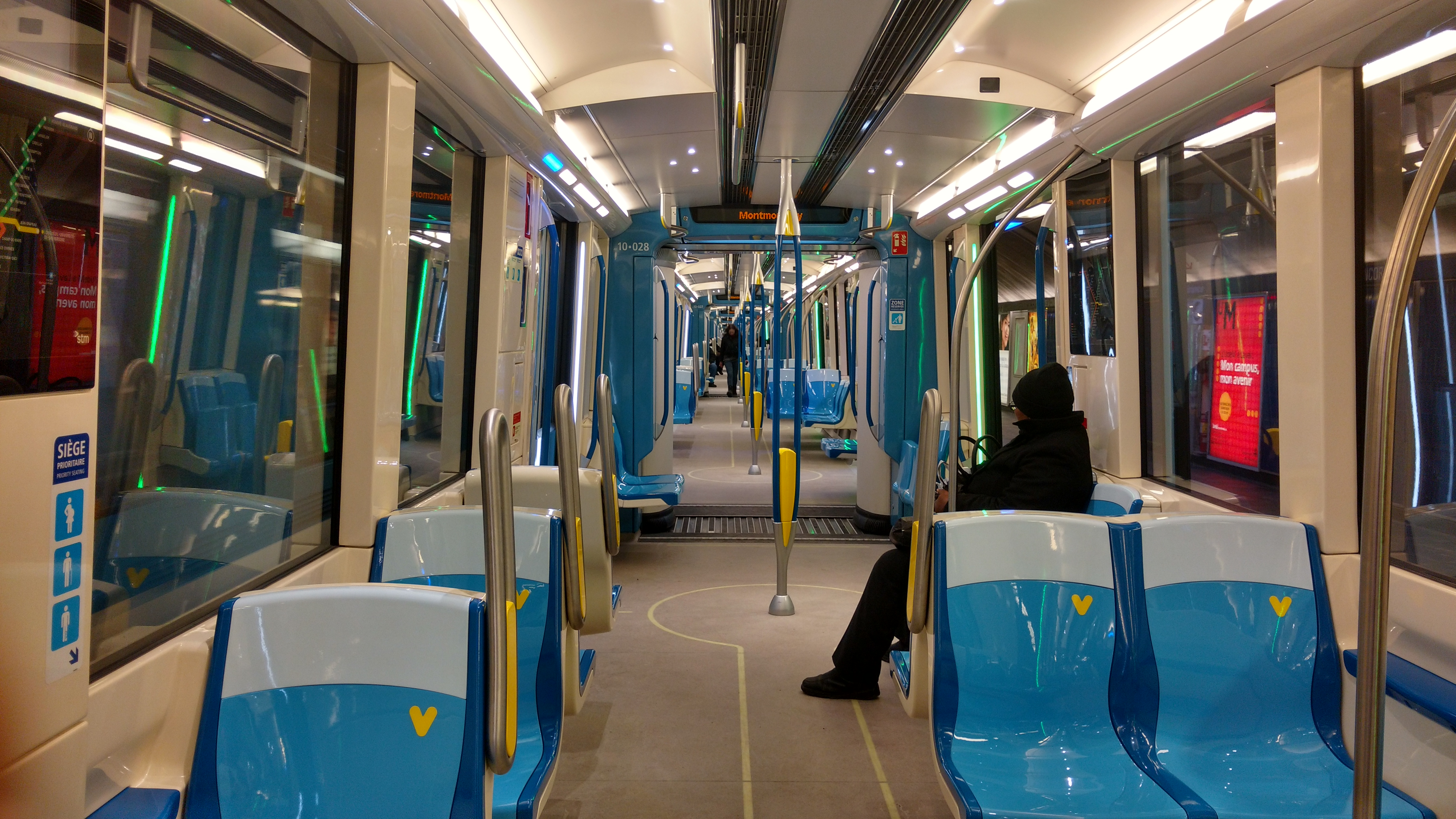
新型車両Azurの車内

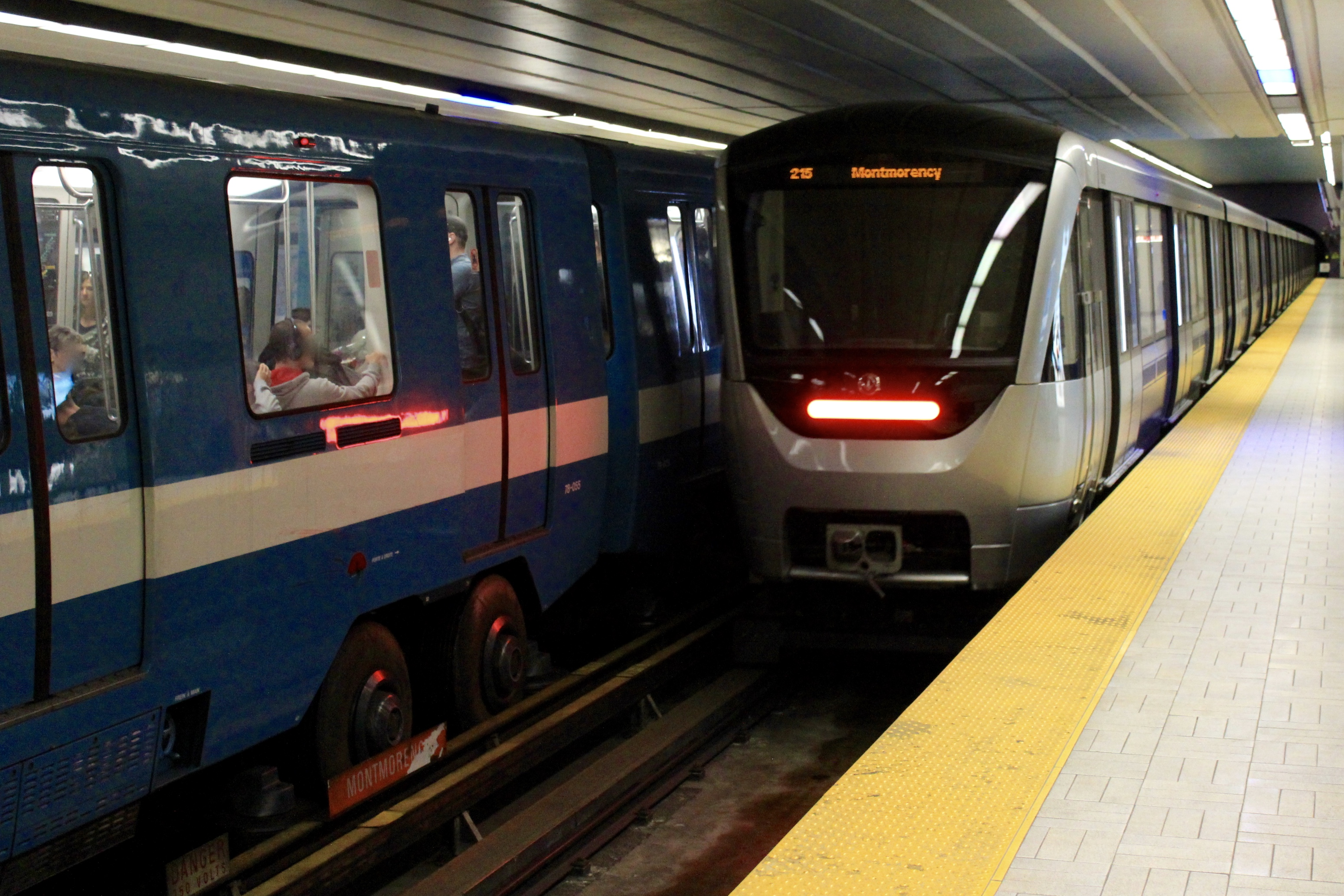
右　新型車両左　旧型車両

モントリオール地下鉄の759型は、ゴム車輪式第3軌条式である。この車両はLAHT（高張力鋼）で出来ており、各車両は160人乗りである。各車両は2基の台車の上に乗っており、それぞれの台車には4輪ずつのゴムタイヤがついているため、1両に8輪のゴムタイヤがついている。この車輪を4基の直流モーターで差動歯車を介して駆動している。また、電磁回生ブレーキを装備していて、10km/hまで減速した時に作動する。
なお、先述のように各路線にはシンボルカラーが与えられているものの、このシンボルカラーは車両には反映されていない。車両の舗装は青を基調としたものとなっている

。
2016年には36年ぶりとなるボンバルディア - アルストム製の新型車両のAzurが導入され、置き換わっており、2018年にはオレンジラインの全車両が新車両となった。

### 過去の車両
モントリオール地下鉄の建設が実際に始まった1960年代初頭において、モントリオールほどの寒冷な気候の地域で、地下鉄のゴム製車輪の使用は前例がなかったものの、開業当初はパリの地下鉄に使用されていたMP 59 (鉄道車両)を使用した。なおこの車両もゴム車輪式かつ第3軌条式である。

### ゴムタイヤの使用について
ゴム製車輪による走行は鉄製車輪と比べると静粛で、またゴム製車輪には振動を抑える効果があり、さらに急勾配、急曲線にも対応できる。急勾配は最高で6.5%まで登坂可能であり、このような勾配は通常の鉄製車輪では登れない。この他、低速での急加速、急減速などもゴム製車輪の方が鉄製車輪より有利である。したがって、勾配があって、曲線が多く、駅間距離が短いような場合は、ゴム製車輪の優位性が出てくる。一方で、ゴム製車輪は鉄製車輪に比べて寿命が短く、より短い走行距離での交換が必要となる。また鉄製車輪に比べ、ゴム製車輪は転がり抵抗が大きいため、その分エネルギーロスも多くなってしまうと言う短所がある。